# Wola Bierwiecka
Wola Bierwiecka – przystanek kolejowy w Bierwieckiej Woli, w gminie Jedlińsk, w powiecie radomskim, w województwie mazowieckim, w Polsce. 

## Ruch pasażerski[1]
| Rok  | Wymiana pasażerska na dobę |
| ---- | -------------------------- |
| 2017 | 100-149                    |
| 2018 | 100-149                    |
| 2019 | 150-199                    |
| 2020 | 50-99                      |
| 2021 | 100-149                    |
| 2022 | 200-299                    |
| 2023 | 200-299                    |

## Połączenia
- Warszawa
- Warka
- Radom